# Episodi di X-Files (ottava stagione)
L'ottava stagione della serie televisiva X-Files è andata in onda negli Stati Uniti su FOX dal 5 novembre 2000 al 20 maggio 2001.
In Italia è stata trasmessa dal 22 aprile all'8 luglio 2001 su Italia 1.
| nº | Titolo originale      | Titolo italiano   | Prima TV USA     | Prima TV Italia |
| -- | --------------------- | ----------------- | ---------------- | --------------- |
| 1  | Within                | Arrivare          | 5 novembre 2000  | 22 aprile 2001  |
| 2  | Without               | Partire           | 12 novembre 2000 | 22 aprile 2001  |
| 3  | Patience              | Umano?            | 19 novembre 2000 | 29 aprile 2001  |
| 4  | Roadrunners           | La setta          | 26 novembre 2000 | 29 aprile 2001  |
| 5  | Invocation            | Invocazione       | 3 dicembre 2000  | 6 maggio 2001   |
| 6  | Redrum                | Viceversa         | 10 dicembre 2000 | 6 maggio 2001   |
| 7  | Via Negativa          | Via negativa      | 17 dicembre 2000 | 13 maggio 2001  |
| 8  | Surekill              | Infallibile       | 7 gennaio 2001   | 13 maggio 2001  |
| 9  | Salvage               | Autorigenerazione | 14 gennaio 2001  | 20 maggio 2001  |
| 10 | Badlaa                | Badlaa            | 21 gennaio 2001  | 20 maggio 2001  |
| 11 | The Gift              | Il regalo         | 4 febbraio 2001  | 27 maggio 2001  |
| 12 | Medusa                | Medusa            | 11 febbraio 2001 | 27 maggio 2001  |
| 13 | Per Manum             | Per manum         | 18 febbraio 2001 | 3 giugno 2001   |
| 14 | This Is Not Happening | Questo non accade | 25 febbraio 2001 | 3 giugno 2001   |
| 15 | Deadalive             | Sopravvissuti     | 1º aprile 2001   | 10 giugno 2001  |
| 16 | Three Words           | Tre parole        | 8 aprile 2001    | 10 giugno 2001  |
| 17 | Empedocles            | Connessioni       | 15 aprile 2001   | 17 giugno 2001  |
| 18 | Vienen                | Virus             | 22 aprile 2001   | 17 giugno 2001  |
| 19 | Alone                 | Soli              | 6 maggio 2001    | 8 luglio 2001   |
| 20 | Essence               | Essere            | 13 maggio 2001   | 8 luglio 2001   |
| 21 | Existence             | Esistere          | 20 maggio 2001   | 8 luglio 2001   |

## Arrivare
- Titolo originale: Within
- Diretto da: Kim Manners
- Scritto da: Chris Carter

### Trama
Il vicedirettore Kersh forma una taskforce per ritrovare Fox Mulder, guidata dall'agente speciale John Doggett, convinto che Mulder si sia allontanato spontaneamente per cercare la "sua verità". Scully però sospetta che Doggett sia stato promosso in quel ruolo, solo per insabbiare un rapimento alieno, per cui chiede l'aiuto di Skinner per intraprendere una ricerca autonoma. Qualcuno intanto trama nell'ombra per eliminare le prove di un coinvolgimento extraterrestre.
- Altri interpreti: Mitch Pileggi (Walter Skinner), James Pickens, Jr. (Alvin Kersh), Jeff Gulka (Gibson Praise), Tom Braidwood (Melvin Frohike), Dean Haglund (Richard Langly), Bruce Harwood (John Fitzgerald Byers), Kirk B. R. Woller (Gene Crane), Sheila Larken (Margaret Scully), Jo-Ann Dean (Segretaria), Christine Firkins (Thea Sprecher), Marc Gomes (Danny Mosley), Bryan Greenberg (Order Taker), Jonathan Palmer (Preside), Dondre Whitfield (Agente), Marty Zagon (Sig. Coeben).
- Note: 
  - Nell'episodio vengono introdotti personaggi principali ricorrenti nel corso della stagione: l'agente speciale John Doggett, interpretato da Robert Patrick, che assume il ruolo di protagonista accanto a Scully in seguito alla scomparsa di Mulder, e il vicedirettore Kersh, apparso l'ultima volta in Un figlio; torna anche Gibson Price, apparso negli episodi La fine e Il principio.
  - Anche la sigla di apertura subisce un cambiamento con nuove immagini e tesserini di David Duchovny e Gillian Anderson e l'aggiunta di Robert Patrick.
  - La storia continua nel successivo episodio Partire.

## Partire
- Titolo originale: Without
- Diretto da: Kim Manners
- Scritto da: Chris Carter

### Trama
Scully e Doggett sono alla ricerca di Gibson Prise, prova vivente dell'esistenza di vita extraterrestre, fuggito dalla scuola, che rappresenta per l'agente Doggett l'esca per costringere Mulder a uscire allo scoperto. Non sono però i soli sulle tracce del bambino: il Cacciatore di taglie alieno è tra loro, e potrebbe assumere le fattezze di chiunque.
- Altri interpreti: Mitch Pileggi (Walter Skinner), James Pickens, Jr. (Alvin Kersh), Brian Thompson (Cacciatore di taglie alieno), Jeff Gulka (Gibson Praise), Kirk B. R. Woller (Gene Crane), Jo-Ann Dean (Segretaria), Christine Firkins (Thea Sprecher), Marc Gomes (Danny Mosley), Jonathan Palmer (Preside), Sal Landi (Landau), Arlene Malinowski (Maestra).
- Note: questo episodio è il seguito di Arrivare.

## Umano?
- Titolo originale: Patience
- Diretto da: Chris Carter
- Scritto da: Chris Carter

### Trama
Assegnato agli X-Files, Doggett si unisce alla sua nuova partner Scully per indagare su una serie di morti apparentemente opera di una creatura di forma umana simile a un pipistrello. Scully e Doggett si renderanno presto conto che le loro tecniche di investigazione sono divergenti e che quest'ultimo è alquanto scettico sull'esistenza dei fenomeni paranormali.
- Altri interpreti: Eve Brenner (Sig.ra McKesson), Gary Bullock (Tall George), Jay Caputo (Creatura pipistrello), Gene Dynarski (Ernie Stefaniuk), Bradford English (Yale Abbott), Dan Leegant (Myron Stefaniuk), Annie O'Donnell (Tahoma), Bryan Rasmussen (Vicesceriffo), Brent Sexton (Becchino).

## La setta
- Titolo originale: Roadrunners
- Diretto da: Rod Hardy
- Scritto da: Vince Gilligan

### Trama
Un'indagine solitaria porta Scully nello Utah, alle prese con un cadavere rinvenuto in una strada deserta. Il delitto nasconde un orribile segreto che metterà anche Scully in pericolo, nel tentativo di capire come sono implicate nell'omicidio, le persone della piccola comunità poco distante e cos'è in realtà il mostruoso Messia annunciato dalla loro setta religiosa.
- Altri interpreti: Bryan Dilbeck (Uomo disabile), David Barry Gray (Hank Gulatarski), Todd Jeffries (Agente Brian Mayfield), Conor O'Farrell (Sceriffo Ciolino), William O'Leary (Uomo della pompa di benzina), Lawrence Pressman (Sig. Milsap).

## Invocazione
- Titolo originale: Invocation
- Diretto da: Richard Compton
- Scritto da: David Amann

### Trama
In Oklahoma un bambino, scomparso da più di dieci anni, viene misteriosamente ritrovato dalla propria madre nelle stesse identiche condizioni della sua scomparsa. Sembra che finalmente una famiglia abbia potuto ricomporsi, ma qualcosa non quadra per l'agente Dogget che cerca, in una disperata lotta contro il tempo e contro i propri dolorosi ricordi, di assicurare alla giustizia il rapitore del piccolo.
- Altri interpreti: Erich Anderson (Doug Underwood), Maggie Baird (Sharon Pearl), Barry Cullison (Sceriffo Sanchez), Rodney Eastman (Ronald Purnell), Jake Fritz (Luke Doggett), Kim Greist (Lisa Underwood), Colton James (Josh Underwood), Kyle Pepi e Ryan Pepi (Billy Underwood), Leslie Sachs (Amica di Lisa Underwood), Sheila Shaw (Marcia Purnell), Steve Stapenhorst (Preside), Jim Cody Williams (Cal Jeppy).

## Viceversa
- Titolo originale: Redrum
- Diretto da: Peter Markle
- Scritto da: Steven Maeda e Daniel Arkin

### Trama
Martin Wells, un avvocato amico di Doggett, arrestato per l'omicidio della moglie, è in procinto di essere ucciso durante un trasferimento in un altro luogo di detenzione. Ma il tempo comincia a scorrere al contrario e l'uomo si ritrova costretto a rivivere la settimana dell'omicidio e a lottare per dimostrare giorno per giorno la propria innocenza. Questo fenomeno però potrebbe permettergli di capire cosa è realmente successo alla moglie e concedergli una seconda possibilità.
- Altri interpreti: Joe Morton (Martin Wells), Anne-Marie Johnson (Vicky Wells), Danny Trejo (Cesar Ocumpo), Guy Torry (Shorty), Bellamy Young (Janet Wilson), Lee Duncan (Al Cawdry), Joanna Sanchez (Trina Galvez), Jack Shearer (Benjamin Kinberg).
- Nota: il titolo originale "Redrum" è un riferimento a Shining di Stephen King e, quale bifronte di "Murder" (omicidio), allude alla vicenda del tempo che scorre al contrario.

## Via negativa
- Titolo originale: Via Negativa
- Diretto da: Tony Wharmby
- Scritto da: Frank Spotnitz

### Trama
Mentre Scully prende dei giorni di riposo per affrontare il primo periodo della propria gravidanza, Doggett e Skinner indagano sulla misteriosa serie di omicidi compiuti dal leader di una setta religiosa, che uccide le proprie vittime nel sonno. Doggett si troverà bloccato in un incubo senza fine sotto l'influenza maligna della guida spirituale.
- Altri interpreti: Mitch Pileggi (Walter Skinner), James Pickens, Jr. (Alvin Kersh), Bruce Harwood (John Fitzgerald Byers), Dean Haglund (Richard Langly), Tom Braidwood (Melvin Frohike), Wayne Alexander (G. Arnold), Kirk B. R. Woller (Gene Crane), Arlene Pileggi (Assistente di Skinner), Keith Szarabajka (Anthony Tipet), Grant Heslov (Dott. Andre Bormanis), Christopher Jacobs (Medico del pronto soccorso).

## Infallibile
- Titolo originale: Surekill
- Diretto da: Terrence O’Hara
- Scritto da: Greg Walker

### Trama
Sembra impossibile riuscire a uccidere una persona in una cella completamente isolata di un commissariato di polizia. Eppure, quando l'agente John Doggett si ritrova davanti a questa scena del delitto, i dubbi sulle sue modalità sono più forti che mai. C'è davvero una spiegazione scientificamente plausibile per l'accaduto o, come ipotizza l'agente Dana Scully, le forze in gioco in questa indagine sono molto più complesse e molto meno razionali?
- Altri interpreti: Michael Bowen (Dwight Cooper), James Franco (Secondo agente), Tom Jourden (Carlton Chase), Patrick Kilpatrick (Randall Cooper), Kellie Waymire (Tammi Peyton).

## Autorigenerazione
- Titolo originale: Salvage
- Diretto da: Rod Hardy
- Scritto da: Jeffrey Bell

### Trama
A Muncie, in Indiana, un uomo, morto improvvisamente in circostanze poco chiare, sembra essere tornato in vita con delle sostanziali modifiche al suo corpo. Scully e Doggett nell'indagine si imbatteranno in un progetto, per troppo tempo rimasto segreto, e in un uomo con una "pelle di metallo" desideroso di vendicarsi di coloro che ritiene essere stati i suoi "creatori".
- Altri interpreti: Wade Williams (Raymond Aloysius Pearce), Jennifer Parsons (Nora Pearce), Tamara Clatterbuck (Larina Jackson), Dan Desmond (Harry Odell), Arye Gross (Dott. Pugovel), Scott MacDonald (Curtis Delario), Kenneth Meseroll (Owen Harris), Reece Morgan (Figlio di Owen Harris), Colleen Quinn (Sig.ra Harris).

## Badlaa
- Titolo originale: Badlaa
- Diretto da: Tony Wharmby
- Scritto da: John Shiban

### Trama
Un corpulento uomo di affari americano viene ritrovato dissanguato al ritorno da un viaggio in India. Seguono una serie di delitti che terrorizzano due famiglie dei sobborghi di Washington DC. Le indagini conducono Scully e Doggett sulla pista di un fachiro indiano dotato di poteri particolari.
- Altri interpreti: Deep Roy (Mendicante), Michael Welch (Trevor), Jordan Blake Warkol (Quinton), Tony Adelman (Padre di Trevor), Maura Soden (Madre di Trevor), Andy Hubbell (Padre di Quinton), Ruth de Sosa (Madre di Quinton), Jane Daly (Sig.ra Holt), Bill Dow (Charles Burks), Christopher Huston (Sig. Burrard), Calvin Remsberg (Hugh Potocki), Mimi Savage (Insegnante).

## Il regalo
- Titolo originale: The Gift
- Diretto da: Kim Manners
- Scritto da: Frank Spotnitz

### Trama
L'agente Doggett si reca a Squamash, in Pennsylvania, per indagare su un caso seguito prima della scomparsa di Mulder. Sembra che Mulder fosse venuto a conoscenza di una vecchia leggenda indiana secondo la quale una misteriosa creatura era in grado di curare ogni malattia e dolore, sperando in una cura per la sua malattia neurale. Doggett sarà costretto a constatare che a volte ciò che appare non corrisponde alla verità e che il segreto della creatura è più di una semplice leggenda.
- Altri interpreti: Mitch Pileggi (Walter Skinner), Bruce Harwood (John Fitzgerald Byers), Dean Haglund (Richard Langly), Tom Braidwood (Melvin Frohike), Caroline Lagerfelt (Donna di campagna), Michael McGrady (Sceriffo Kurt Frey), Jordan Marder (Soul Eater), Natalie Radford (Marie Hangemuhl), Justin Williams (Paul Hangemuhl).

## Medusa
- Titolo originale: Medusa
- Diretto da: Richard Compton
- Scritto da: Frank Spotnitz

### Trama
A Boston, nel Massachusetts, un uomo viene ritrovato nella metropolitana con ferite non riconducibili a un'aggressione da parte di un uomo o un animale comune. Gli agenti Doggett e Scully sono chiamati a investigare sulle possibili cause della morte. Nei cunicoli della metropolitana, però, si nasconde una minaccia che potrebbe infettare tutta la città, e toccherà all'agente Doggett, a capo di una squadra speciale di ricognizione, localizzarla e distruggerla prima che possa salire in superficie.
- Guest star: Penny Johnson Jerald (Dott. Hellura Lyle), Ken Jenkins (Direttore Esecutivo Karras), Adam Lieberman (Agente Philbrick), Vyto Ruginis (Tenente Bianco), Judith Scott (Dott.ssa Kai Bowe), Brent Sexton (Steven Melnick), Christopher Graves (Bambino), Kevin Graves (Bambino), Mary-Kathleen Gordon (Donna).

## Per Manum
- Titolo originale: Per Manum
- Diretto da: Kim Manners
- Scritto da: Chris Carter e Frank Spotnitz

### Trama
Chiamati a investigare su una donna morta di parto, che secondo il marito ha dato vita a un bambino alieno, Doggett e Scully incontrano un gruppo di donne, apparentemente sterili, rimaste incinte dopo un rapimento alieno. Scully rimane personalmente coinvolta con loro per la somiglianza della propria vicenda, e, addentrandosi nei segreti di un'oscura macchinazione governativa, comincia a temere per la vita di suo figlio.
- Altri interpreti: Jay Acovone (Duffy Haskell), Steven Anderson (Dott. James Parenti), Adam Baldwin (Knowle Rohrer), Diana Castle (Infermiera in sala parto), Elizabeth Cheap (Seconda infermiera), Megan Follows (Kath McCready), Victoria Gallegos (Addetta alla reception), Jennifer Griffin (Dott. Miryum), David Purham (Dott. Lev), Mark Snow (Dottore), Christopher Stanley (Agente Joe Farah), Saxon Trainor (Mary Hendershot).

## Questo non accade
- Titolo originale: This Is Not Happening
- Diretto da: Kim Manners
- Scritto da: Chris Carter e Frank Spotnitz

### Trama
La notizia di un avvistamento notturno di un Ufo in Montana e del ritrovamento di una donna in gravi condizioni, a suo tempo rapita contemporaneamente all'agente Mulder, arriva al reparto degli X-Files. Skinner, Doggett e Scully ritengono possa essere una debole traccia per ritrovare l'agente scomparso e si recano sul posto. Si unirà all'indagine l'agente Monica Reyes, laureata in teologia ed esperta in criminologia rituale. I rilasci delle vittime di rapimenti alieni in fin di vita continuano. E sembra che qualcuno si prenda cura di loro e li guarisca, una persona che l'agente Scully già conosce: Jeremiah Smith. Ma quando viene ritrovato anche l'agente Mulder, sembra che non ci sia più nulla da fare.
- Altri interpreti: Mitch Pileggi (Walter Skinner), Annabeth Gish (Monica Reyes), Roy Thinnes (Jeremiah Smith), Arlene Pileggi (Assistente di Skinner), Sarah Koskoff (Theresa Hoese), Judson Scott (Absalom), Eddie Kaye Thomas (Gary Cory), Judd Trichter (Richie Szalay), Bernard White (Dott. Desai), John McGonegle (Poliziotto in uniforme), Roz Witt (Infermiera di notte), Randy Ross (Uomo con le Nike).

## Sopravvissuti
- Titolo originale: Deadalive
- Diretto da: Tony Wharmby
- Scritto da: Chris Carter e Frank Spotnitz

### Trama
Tre mesi dopo il funerale dell'agente Mulder, il corpo del vicesceriffo Billy Miles, anch'egli rapito dagli alieni insieme a Fox, viene rinvenuto nelle acque dell'Oceano Atlantico, in uno stato di morte apparente: rilevato clinicamente morto, in realtà respira ancora e ha funzioni vitali estremamente rallentate. C'è dunque speranza che anche Mulder possa essere ancora vivo. Billy nel frattempo riprende conoscenza e muta completamente pelle: è una persona nuova, forse non umana, convinta che gli alieni siano venuti per salvarci. Krycek ricatta Skinner promettendogli il vaccino (che fu scoperto dal Consorzio) per Mulder in cambio dell'interruzione di gravidanza di Scully. Skinner, opponendosi, stacca Mulder dai macchinari che lo tengono in vita e, incredibilmente, ciò fa regredire il virus, migliorando le condizioni dell'agente che, finalmente, riprende conoscenza.
- Altri interpreti: Mitch Pileggi (Walter Skinner), James Pickens, Jr. (Alvin Kersh), Nicholas Lea (Alex Krycek), Arlene Pileggi (Assistente di Skinner), Tom Braidwood (Melvin Frohike), Dean Haglund (Richard Langly), Bruce Harwood (John Fitzgerald Byers), Zachary Ansley (Billy Miles), Sheila Larken (Margaret Scully), Judson Scott (Absalom), Richard McGonagle (Dott. Francis Orovetz), Nelson Mashita (Dott. Lim), Larry Rippenkroeger (Marinaio).

## Tre parole
- Titolo originale: Three Words
- Diretto da: Tony Wharmby
- Scritto da: Chris Carter e Frank Spotnitz

### Trama
Dopo che l'agente Fox Mulder si è ripreso, ed è totalmente stabile, gli agenti vengono a sapere che un funzionario dell'Fsc è stato ucciso mentre si stava recando dal Presidente degli USA per consegnare del materiale top secret. Questo materiale sembra contenere dati importanti sull'imminente colonizzazione da parte degli alieni. L'agente Fox Mulder cerca di entrare in possesso di quei dati, ma ancora una volta più di una persona gli mette i bastoni tra le ruote, per evitare di fargli scoprire qualcosa di vitale importanza. Fra questi anche, involontariamente, Dogget, che viene manipolato da Rohrer, suo informatore ma in realtà colluso coi colonizzatori.
- Altri interpreti: Mitch Pileggi (Walter Skinner), James Pickens, Jr. (Alvin Kersh), Tom Braidwood (Melvin Frohike), Dean Haglund (Richard Langly), Bruce Harwood (John Fitzgerald Byers), Adam Baldwin (Knowle Rohrer), Judson Scott (Absalom), Nelson Mashita (Dott. Lim), Gary Bristow (Howard Salt), Ric Sarabia (Marion), Joe Basile (Capo delle guardie della Casa Bianca), Dwight Hicks (Guardia armata della prigione), JC Murad (Guardia dell'FBI).

## Connessioni
- Titolo originale: Empedocles
- Diretto da: Barry K. Thomas
- Scritto da: Greg Walker

### Trama
Monica Reyes chiede l'aiuto di Mulder nell'indagine su un'entità malvagia che apparentemente si impossessa delle persone, costringendole a compiere atti violenti contro la loro volontà. Il sospetto di Monica è che questa entità sia coinvolta anche nella morte del figlio di John Doggett, rapito e ucciso anni prima. I metodi di Mulder e Doggett finiranno però inevitabilmente per contrastare.
- Altri interpreti: Annabeth Gish (Monica Reyes), Dayna Beilenson (Roberta Toews), Ron Canada (Franklin Potter), Denise Crosby (Dott.ssa Mary Speake), Amanda Fein e Caitlin Fein (Mia Dukes), Jake Fritz (Luke John Doggett), Wendy Gazelle (Katha Dukes), Jennifer Hammon (Infermiera), Cheryl Francis Harrington (Infermiera), Jay Underwood (Jeb Larold Dukes), Bruce Wright (Gary Garber).

## Virus
- Titolo originale: Vienen
- Diretto da: Rod Hardy
- Scritto da: Steven Maeda

### Trama
Un incidente mortale su una piattaforma petrolifera sembra non essere pertinente agli X-Files, ma quando l'agente Mulder vede le foto della vittima non ha dubbi: il corpo presenta segni di esposizione a radiazioni nucleari che solo una presenza aliena può provocare. Chiamato a investigare sull'accaduto, l'agente Doggett viene trasferito sulla piattaforma, dove incontra l'ormai ex agente Mulder. Insieme indagheranno sulle cause dell'omicidio, ma ormai è troppo tardi: tutto lo staff della piattaforma è stato infettato dal temibile virus nero.
- Altri interpreti: Mitch Pileggi (Walter Skinner), James Pickens, Jr. (Alvin Kersh), Casey Biggs (Sig. Saksa), Gregory Norman Cruz (Diego Garza), M. C. Gainey (Bo Taylor), Lee Reherman (Yuri Volkov), Miguel Sandoval (Martin Ortega), Luis Villalta (Simon de la Cruz), Steve Wilcox (Ed Dell).

## Soli
- Titolo originale: Alone
- Diretto da: Frank Spotnitz
- Scritto da: Frank Spotnitz

### Trama
Con l'agente Scully in congedo di maternità, Doggett viene affiancato da una nuova partner, la giovane agente Leyla Harrison, che sembra conoscere tutto sugli X-Files e sulle imprese di Mulder e Scully. Ma non sempre il primo caso per un novizio si rivela semplice e privo di pericoli. Chiamati a investigare sulla morte di un uomo, i due agenti cadranno nella trappola di un misterioso rettile umano, e in seguito alla loro scomparsa, Mulder deciderà di disobbedire agli ordini nel tentativo di ritrovarli.
- Altri interpreti: Mitch Pileggi (Walter Skinner), Jolie Jenkins (Agente Leyla Harrison), James Otis (Arlen Sacks), Tony Ketcham (Gary Sacks), Zach Grenier (Herman Stites), Lisa Kaseman (Assistente patologa), Jay Caputo (Uomo Salamandra).

## Essere
- Titolo originale: Essence
- Diretto da: Kim Manners
- Scritto da: Chris Carter

### Trama
Mulder, Skinner e Doggett vengono a conoscenza delle terribili conseguenze del patto del Consorzio con gli alieni, mentre Billy Miles, riprogrammato come soldato, sembra intenzionato a distruggere tutte le prove del tentativo di creazione dell'Ibrido umano alieno, compreso il figlio di Scully. Ad aiutare gli agenti a proteggere Scully e salvare il suo bambino si aggiunge anche Krycek.
- Altri interpreti: Mitch Pileggi (Walter Skinner), Annabeth Gish (Monica Reyes), Nicholas Lea (Alex Krycek), Zachary Ansley (Billy Miles), Sheila Larken (Margaret Scully), Jay Acovone (Duffy Haskell), Steven Anderson (Dott. James Parenti), Denise Crosby (Dott.ssa Mary Speake), Frances Fisher (Lizzy Gill), David Purdham (Dott. Lev), Arlene Pileggi (Prima donna alla festa), Karon Kearney (Seconda donna alla festa), Kirk B.R. Woller (Agente Gene Crane).
- Note: la storia continua nel successivo episodio Esistere.

## Esistere
- Titolo originale: Existence
- Diretto da: Kim Manners
- Scritto da: Chris Carter

### Trama
Knowle Rohrer (informatore di Doggett) avvisa l'agente del fatto che Billy Miles (creduto morto ma misteriosamente riapparso) sia un super soldato, ovvero il risultato di un progetto governativo nella quale pure Dana e il suo futuro figlio sono coinvolti. Nel tentativo di portare allo scoperto la questione Dogget e Mulder scoprono che Rohrer e Crane (suo superiore) sono collusi con Kersh e, anche loro, sono dei super soldati. Nel tentativo di raggiungere Dana (nel frattempo portata in una località segreta da Reyes per partorire), Skinner uccide Krycek (liberandosi, così, dal giogo con cui era tenuto sotto tiro), uccide Crane e fa schiantare Rohrer con la sua macchina. Dana dà alla luce il suo bambino nonostante Billy Miles sia riuscito a trovarla e a portare altri abdotti (presumibilmente super soldati anche loro) nella località sicura. Nonostante ciò, questi lasciano il bambino alla madre e si dileguano. Doggett mette sotto indagine Kersh (suo superiore), mentre Mulder raggiunge Scully a casa sua e si baciano.
- Altri interpreti: Mitch Pileggi (Walter Skinner), James Pickens, Jr. (Alvin Kersh), Annabeth Gish (Monica Reyes), Nicholas Lea (Alex Krycek), Zachary Ansley (Billy Miles), Adam Baldwin (Knowle Rohrer), Tom Braidwood (Melvin Frohike), Dean Haglund (Richard Langly), Bruce Harwood (John Fitzgerald Byers), Dale Dickey (Game Warden), Shelley Mack (Rebecca), Tom Martin (Assistente patologo), Cynthia Shadix (Ibrido umano alieno), Jerry Shiban (Bambino di Scully), Austin Tichenor (James Langenhahn), Kirk B. R. Woller (Gene Crane).
- Note: questo episodio è il seguito di Essere. Ultimo episodio in cui appare David Duchovny; sarà assente nella nona stagione tranne che nell'ultimo episodio La verita (The Truth)